# Annamarie Doherr

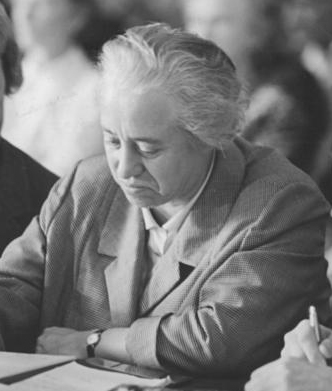
Annamarie Doherr als Korrespondentin beim Prozess gegen Hans Globke in Ost-Berlin (1963).

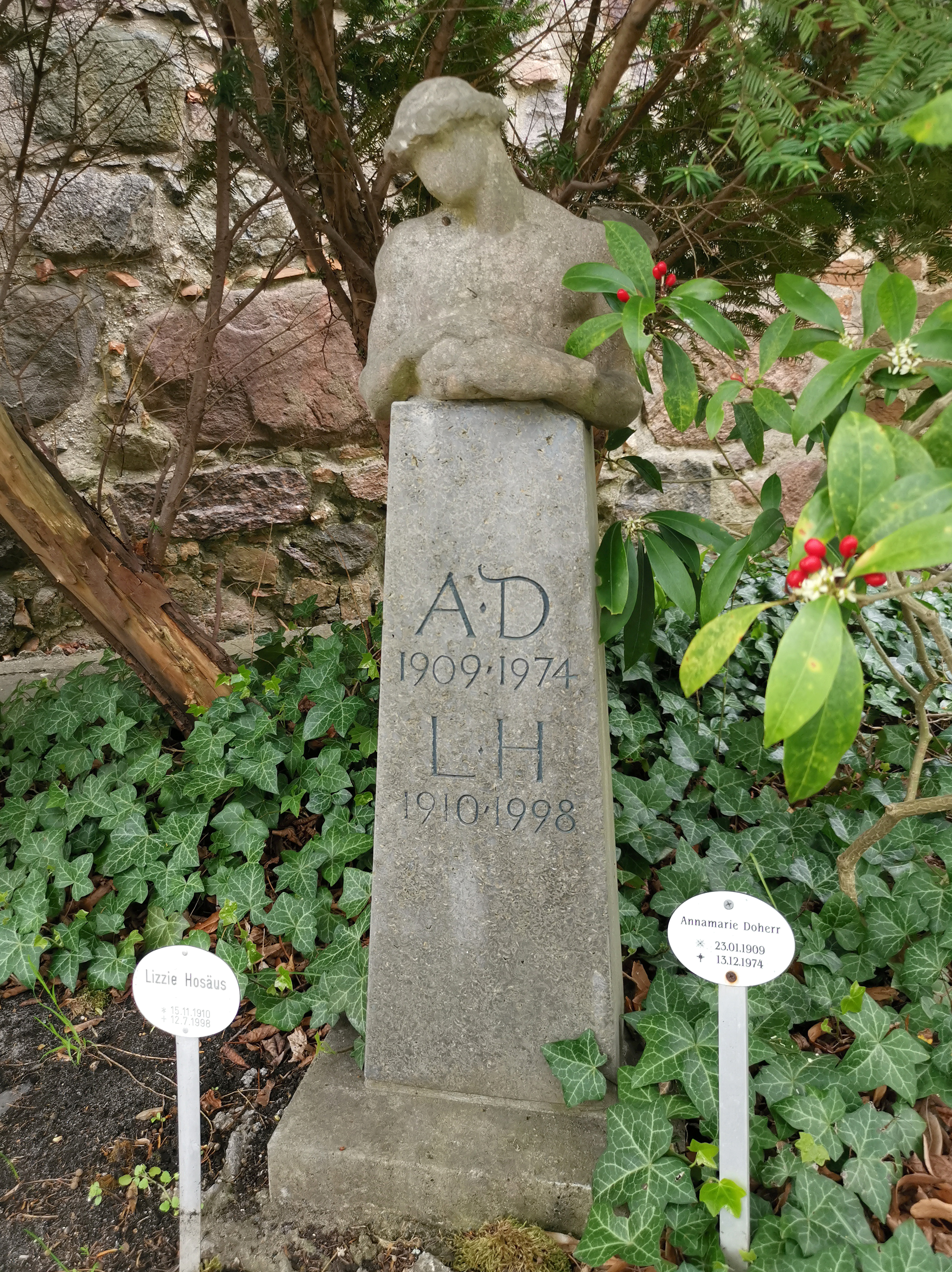
Grab auf dem St.-Annen-Kirchhof in Berlin

Annamarie Doherr (* 23. Januar 1909 in Wandsbek; † 13. Dezember 1974 in West-Berlin) war eine deutsche Journalistin. 

## Leben
Annamarie Doherr war die Tochter eines kleinen Kaufmanns. Die Mutter war Hausfrau. Die Eltern trennten sich, nachdem die Tochter aus dem Haus war. 1929 legte sie an der Deutschen Oberschule für Mädchen auf dem Lübeckertorfeld in Hamburg ihr Abitur ab. Doherr begann 1929 an der Universität Hamburg ein Studium der Rechtswissenschaften, wo sie sich auf das Völkerrecht spezialisierte. 1933 beendete sie ihr Studium ohne Abschluss und wurde wissenschaftliche Mitarbeiterin bei Professor Albrecht Mendelssohn-Bartholdy. Mendelssohn-Bartholdy musste nach der Machtergreifung der Nationalsozialisten nach London emigrieren. Mit dem Wegfall des Doktorvaters scheiterte der Plan zu promovieren und sie schied nach dem Wintersemester 1933/34 als wissenschaftliche Mitarbeiterin aus. Von 1934 bis zum Wintersemester 1935/36 arbeitete sie als Volontärin am Institut für Auswärtige Politik und wechselte dann zum Hamburgischen Weltwirtschaftsarchiv. 
Annamarie Doherr war in der Frauenbewegung engagiert. Sie trat 1929 dem Hamburger Studentinnenverein, einem Mitgliedsverein des Verbandes der Studentinnenvereine, bei und wurde 1930/31 in den Vorstand des Bundes Hamburger Frauenvereine gewählt. Politisch vertrat sie liberale Positionen und stand der Deutschen Staatspartei nahe. 
Ab 1929 (und bis November 1933) schrieb sie für die Zeitschrift Die Frau. In der Zeit des Nationalsozialismus publizierte sie in Die Tat, Deutsche Zukunft, Die Hilfe und Der Ring. 1942 zog sie nach Berlin, wo sie Redakteurin des Wirtschafts-Ring wurde. Nachdem die Zeitschrift eingestellt worden war, war sie ab April 1943 Redakteurin bei der gleichgeschalteten Transocean-Europapress-Zentralredaktion.
Nach Ende des Zweiten Weltkriegs arbeitete sie ab August 1945 für den sowjetisch kontrollierten Berliner Rundfunk. Ende 1946 wurde sie dort Leiterin der Redaktion „Zeitecho“. Später wurde sie stellvertretende Abteilungsleiterin und Chefredakteurin für „Tagesfragen“. 
1949 verließ sie den Berliner Rundfunk und wurde West-Berliner Korrespondentin der Frankfurter Rundschau, für die sie mehr als 20 Jahre arbeitete. Berühmt geworden ist sie, als sie am 15. Juni 1961 auf einer internationalen Pressekonferenz durch ihre Nachfrage ein Statement von Walter Ulbricht zum geplanten Bau der Berliner Mauer provozierte.
Sie bemühte sich in verschiedenen Vereinen um die deutsch-polnische Aussöhnung und wirkte in der Gesellschaft deutsch-österreichischer Künstlerinnen (GEDOK) mit, deren Hauptvorstand sie als 2. Vorsitzende angehört hatte. Sie war Gründungsmitglied des Berliner Frauenbunds 1945 e. V., der nach Kriegsende auf Initiative der Frauenrechtsaktivistin Agnes von Zahn-Harnack ins Leben gerufen wurde.
Sie starb im Alter von 65 Jahren in West-Berlin an einem Herzinfarkt und ist an der Seite ihrer Lebensgefährtin, der Künstlerin Lizzie Hosaeus, auf dem St.-Annen-Kirchhof bestattet (Reihe 32).

### Dokumentation der Frage an Walter Ulbricht
Annamarie Doherr:
„Ich möchte eine Zusatzfrage stellen. Doherr, Frankfurter Rundschau. Herr Vorsitzender, bedeutet die Bildung einer freien Stadt Ihrer Meinung nach, dass die Staatsgrenze am Brandenburger Tor errichtet wird? Und sind Sie entschlossen, dieser Tatsache mit allen Konsequenzen Rechnung zu tragen?“
Walter Ulbricht:
„Ich verstehe Ihre Frage so, dass es Menschen in Westdeutschland gibt, die wünschen, dass wir die Bauarbeiter der Hauptstadt der DDR mobilisieren, um eine Mauer aufzurichten, ja? Ääh, mir ist nicht bekannt, dass [eine] solche Absicht besteht, da sich die Bauarbeiter in der Hauptstadt hauptsächlich mit Wohnungsbau beschäftigen und ihre Arbeitskraft dafür voll ausgenutzt wird, voll eingesetzt wird. Niemand hat die Absicht, eine Mauer zu errichten.“
Transkribiert nach einem Mitschnitt des SFB, veröffentlicht auf O-Ton Berlin (CD 2, Track 20).

## Ehrungen
- 1974: Verdienstkreuz 1. Klasse der Bundesrepublik Deutschland